# محمد سالم (مخرج)
محمد سالم (13 نوفمبر 1930 - 29 يناير 1995) هو ممثل أفلام ومسرح ومخرج تلفزيوني وأفلام ومسرحي ومنتج أفلام وكاتب سيناريو مصري.

## حياته ومسيرته
ولد بالقاهرة في 13 نوفمبر 1930، حصل على دبلوم المعهد العالي للفنون المسرحية سنة 1952، كما حصل على بكالوريوس الإخراج في جامعة كاليفورنيا، عمل في بدايته مساعد مخرج للعديد من الشركات الامريكية عمل ممثلاً في بداية حياته وإخرج العديد من أفلام السينمائية.أسس شركة سالم فيلم وقام بأنتاج العديد من الأفلام.

## أعماله[3]

### إخراج
- فرسان بني هلال 1987 - مسرحية مخرج مسرحي

- شواكيش 1983 - مسرحية مخرج

- عماشة في الأدغال 1972 - فيلم مخرج

- نار الشوق 1970 - فيلم مخرج

- وحوي يا وحوي 1969 - مسلسل - فوازير مخرج

- براغيت 1967 - مسرحية مخرج

- حواديت 1967 - مسرحية مخرج مسرحي

- القاهرة في الليل 1963 - فيلم مخرج

- منتهى الفرح 1963 - فيلم مخرج

- الجيل الصاعد 1961 - أوبرا مخرج

### تمثيل
- النديم 1982 - مسلسل

- مسحوق الذكاء 1967 - مسرحية

- المحروسة 1961 - مسرحية

- الناس اللي تحت 1960 - فيلم عزت

- الطعام لكل فم - مسرحية

- رجال لكل الأمور - مسلسل إذاعي

### تأليف
- وصية رجل مجنون 1987 - فيلم مؤلف

- فى الصيف لازم نحب 1974 - فيلم سيناريو وحوار

- ولد وبنت والشيطان 1971 - فيلم قصة وسيناريو وحوار

- القاهرة في الليل 1963 - فيلم القصة

- منتهى الفرح 1963 - فيلم مؤلف

- السلطان الحائر - مسرحية الإدارة المسرحية